# NGC 4508
NGC 4508 est paire d'étoiles située dans la constellation de la Vierge. L'astronome britannique John Herschel a enregistré la position de cette paire d'étoiles 19 avril 1830.